# Icon: Number Ones
Icon: Number Ones è la terza raccolta della cantante statunitense Janet Jackson, uscita il 31 agosto 2010 per la collana Icon, che propone i più grandi successi dei musicisti più popolari. Nel disco è presente anche l'inedito Nothing, tema del film Why Did I Get Married Too? (2010).

## Tracce
1. What Have You Done for Me Lately
2. Nasty
3. When I Think of You
4. Miss You Much
5. Escapade
6. Alright
7. That's the Way Love Goes
8. Together Again
9. Doesn't Really Matter
10. All for You
11. Make Me
12. Nothing

## Classifiche
| Classifica (2010) | Posizione massima |
| ----------------- | ----------------- |
| Stati Uniti       | 40                |